# Gruppo Sportivo Fascista Rovigo 1933-1934
Questa pagina raccoglie le informazioni riguardanti il Gruppo Sportivo Fascista Rovigo nelle competizioni ufficiali della stagione 1933-1934.

## Stagione
Nella stagione 1933-1934 il Rovigo disputa il girone A del campionato di Prima Divisione. Con 33 punti ottiene il quinto posto in classifica.

## Rosa
| N. |                   | Ruolo | Calciatore         |
| -- | ----------------- | ----- | ------------------ |
|    | Italia (bandiera) | A     | Virgilio Andrioli  |
|    | Italia (bandiera) | P     | Bruno Babini       |
|    | Italia (bandiera) | D     | Renato Bottacini   |
|    | Italia (bandiera) | A     | Raffaele Ceciliato |
|    | Italia (bandiera) | C     | Bruno Cortivo      |
|    | Italia (bandiera) | A     | Luigi Cortivo      |
|    | Italia (bandiera) | P     | Agostino De Bonis  |
|    | Italia (bandiera) | C     | Otello Fantazzini  |
|    | Italia (bandiera) | A     | Fossati            |
|    | Italia (bandiera) | A     | Lorenzo Frascaroli |
|    | Italia (bandiera) | D     | Antonio Gemo       |

| N. |                   | Ruolo | Calciatore           |
| -- | ----------------- | ----- | -------------------- |
|    | Italia (bandiera) | A     | Giovanni Grigolato   |
|    | Italia (bandiera) | D     | Romildo Mercatelli   |
|    | Italia (bandiera) | A     | Giordano Munerati    |
|    | Italia (bandiera) | C     | Ivo Prandini         |
|    | Italia (bandiera) | C     | Innocente Salvagnini |
|    | Italia (bandiera) | C     | Mario Scagnolari     |
|    | Italia (bandiera) | C     | Roberto Schiesari    |
|    | Italia (bandiera) | A     | Giuseppe Tullio      |
|    | Italia (bandiera) | P     | Luigi Tumiatti       |
|    | Italia (bandiera) | A     | Pietro Zappavigna    |
|    | Italia (bandiera) | C     | Giovanni Zen         |